# Peter Knowles (Fußballspieler)
Peter Knowles (* 30. September 1945 in Fitzwilliam nahe Wakefield in England) ist ein ehemaliger Fußballspieler, der seine Karriere bei den Wolverhampton Wanderers begann und dort bei verschiedenen Spielen über 100 Tore schoss. 1970 gab er seine Profikarriere auf um ein Zeuge Jehovas zu werden. Der 1991 verstorbene, seinerzeit für Tottenham Hotspur aufgestellte Cyril Knowles war sein knapp ein Jahr älterer Bruder.
Knowles stammt aus einer Rugby-orientierten Familie. Sein Vater war Profi beim örtlichen Rugby-Verein, doch als sich herausstellte, dass Peter und sein Bruder Cyril Talent zum Fußballspiel hätten, verschob sich das Interesse innerhalb der Familie schnell in diese Richtung. Nach einem Trainingslager 1961 stand er in gutem Kontakt mit dem Trainer der Wolverhampton Wanderers. Mit 17 Jahren, im Oktober 1962, schloss er dort den ersten Sechsjahresvertrag ab.
In der Saison 1965/66 hatte Knowles mit ernsten Verletzungen zu kämpfen. Trotz des mehrwöchigen Ausfalls schoss er in diesem Jahr dennoch 19 Tore. 1967 beteiligte er sich nach FIFA-Einführung an der Mini-Spielzeit in den Vereinigten Staaten, wo er unter anderem für die Los Angeles Wolves spielte und dazu beitrug, dass seine Mannschaft den Titel gewann. Auch im darauf folgenden Jahr war er wieder in den USA, diesmal allerdings für die Kansas City Spurs.
Über diesen Kontakt blieb er für eine Spielzeit in den Vereinigten Staaten, weil absehbar war, dass sein alter Vertrag nach einem Wechsel des Managers in seinem Stammverein nicht verlängert würde.